# Per il re e per la patria
Per il re e per la patria (King and Country) è un film del 1964 diretto da Joseph Losey.
Il regista statunitense di film e lavori teatrali, autoesiliatosi in Inghilterra per sfuggire al maccartismo, trasse il soggetto dalla pièce teatrale Hamp di John Wilson.
Fu presentato in concorso alla 29ª Mostra del cinema di Venezia, dove Tom Courtenay vinse la Coppa Volpi per la migliore interpretazione maschile.

## Trama
Nel 1917 sul fronte occidentale della prima guerra mondiale a Passchendaele, dove sta per svolgersi una decisiva e imponente offensiva degli inglesi contro le trincee tedesche il soldato inglese Hamp, che da tre anni è in prima linea, viene colpito da choc  per la vicina esplosione di una bomba. Unico sopravvissuto, disorientato ed inorridito per la strage dei compagni che lo circonda, decide di tornare a casa dove scoprirà il tradimento della moglie. Mentre sta tornando in prima linea viene arrestato per diserzione e condotto davanti alla corte marziale.
Le gerarchie militari hanno già deciso che il disertore debba essere fucilato nel giro di ventiquattro ore per dare un esempio alla truppa prima dell'attacco ma per obbedire alle forme legali incaricano della difesa dell'accusato il capitano Hargreaves che cerca di sottrarsi all'inutile e spiacevole compito convinto com'è che debba assistere un vigliacco anzi, come gli appare dai primi incontri, uno stupido fortemente persuaso che tutto si risolverà con una punizione disciplinare.
Il capitano capisce da un lungo colloquio che Hamp in buona fede non si sente colpevole e che non è uno stupido simulatore che cerca di mascherare la sua viltà ma un ingenuo, incapace di mentire, convinto candidamente che il suo comportamento sia stato travisato. Il soldato Hamp sarà fucilato dai suoi stessi camerati (molti dei quali poco dopo moriranno nella carneficina della battaglia di Passchendaele) e toccherà al suo difensore, il capitano Hargreaves, che ha tentato inutilmente di salvargli la vita, dargli il colpo di grazia.

## Critica
Il film di Losey «è considerato, con Orizzonti di gloria (1957), il capolavoro del cinema antimilitarista del dopoguerra. Dramma-dibattito, è un film che oscilla tra l'opera a tesi alla Brecht e la ricerca visiva di Losey.»
Il regista riproduce lo spazio teatrale del dramma ambientando il racconto in un ristretto e cupo ambiente di trincea ricostruito in studio che genera nello spettatore un senso di oppressione e di clausura, accentuato dalla pioggia incessante e da cupi rimbombi di cannone in lontananza. Il fitto susseguirsi dei dialoghi tra Hamp e il suo difensore coinvolge lo spettatore che a poco a poco si sente quasi persuaso delle ragioni che il soldato porta come prova di quella che egli considera una semplice trasgressione.
Non ci sono scene di guerra come nei classici film del genere ma la guerra è comunque vissuta realmente nella follia e nel cinismo delle gerarchie militari che in nome del meccanismo del Potere non esitano a condannare un uomo alla morte affinché periscano altre migliaia di uomini.

## Riconoscimenti
- 1964 - Mostra internazionale d'arte cinematografica
  - Coppa Volpi per la migliore interpretazione maschile (Tom Courtenay)